# Опунция ломкая
Опунция ломкая или хрупкая, или нежная, или опадающая (лат. Opuntia fragilis) — кактус из рода опунция, произрастающий на большей части запада Северной Америки, а также в некоторых штатах Среднего Запада, таких как Иллинойс, Айова, Висконсин и Мичиган. Также встречается в нескольких провинциях Канады. Это самый северный вид кактусовых: северная граница ареала данного вида доходит до 56° 17′ с. ш. и располагается вдоль реки Пис, в канадских провинциях Британская Колумбия и Альберта. Данный вид может выживать при температурах до −50 °C при акклиматизации к холоду.
Название вида связано со слабым соединением стеблевых листков — они легко отделяются проходящими мимо животными, что способствует вегетативному размножению, учитывая, что цветение происходит нечасто.
В Восточном Онтарио существует изолированная и, возможно, генетически уникальная популяция, известная как «популяция Каладар».

## Описание
Опунция ломкая — небольшое стелющееся растение, редко достигающее 10 см в высоту. Членики опухшие, хрупкие, легко отделяются, по форме овальные, эллиптические или почти шаровидные 3—5 см в длину и почти столько же в ширину, ярко-зелёного цвета. Ареолы мелкие с белым опущением, отстоящие друг от друга на 8—12 мм, несут желтоватые глохидии и до четырёх крестовидно расположенных жёлто-бурых колючек длиной до 3 см. Цветки зеленовато-жёлтые до 5 см в диаметре. Плоды до 2,5 см в длину, яйцевидной или почти шаровидной формы с несколькими колючками или щетинками, в основном стерильные; внутри плода — малое количество крупных семян. Число хромосом 2n = 66.

## Подвиды и сорта
- Var. brachyarthra, Coult. Членики выглядит более опухшими, шипов больше и они значительно толще, цветок меньше по размеру, более колючий фрукт. Колорадо, Нью-Мексико.
- Var. caespitosa, Hort. Членики ярко зелёные, растение меньше и растёт плотнее, чем типовой представитель. Цветок ярко-жёлтый. Колорадо.
- var. fragilis[6][7]
- Var. tuberiformis, Hort. Членики оливково-зелёные, луковицеобразные. Колорадо.

## Галерея

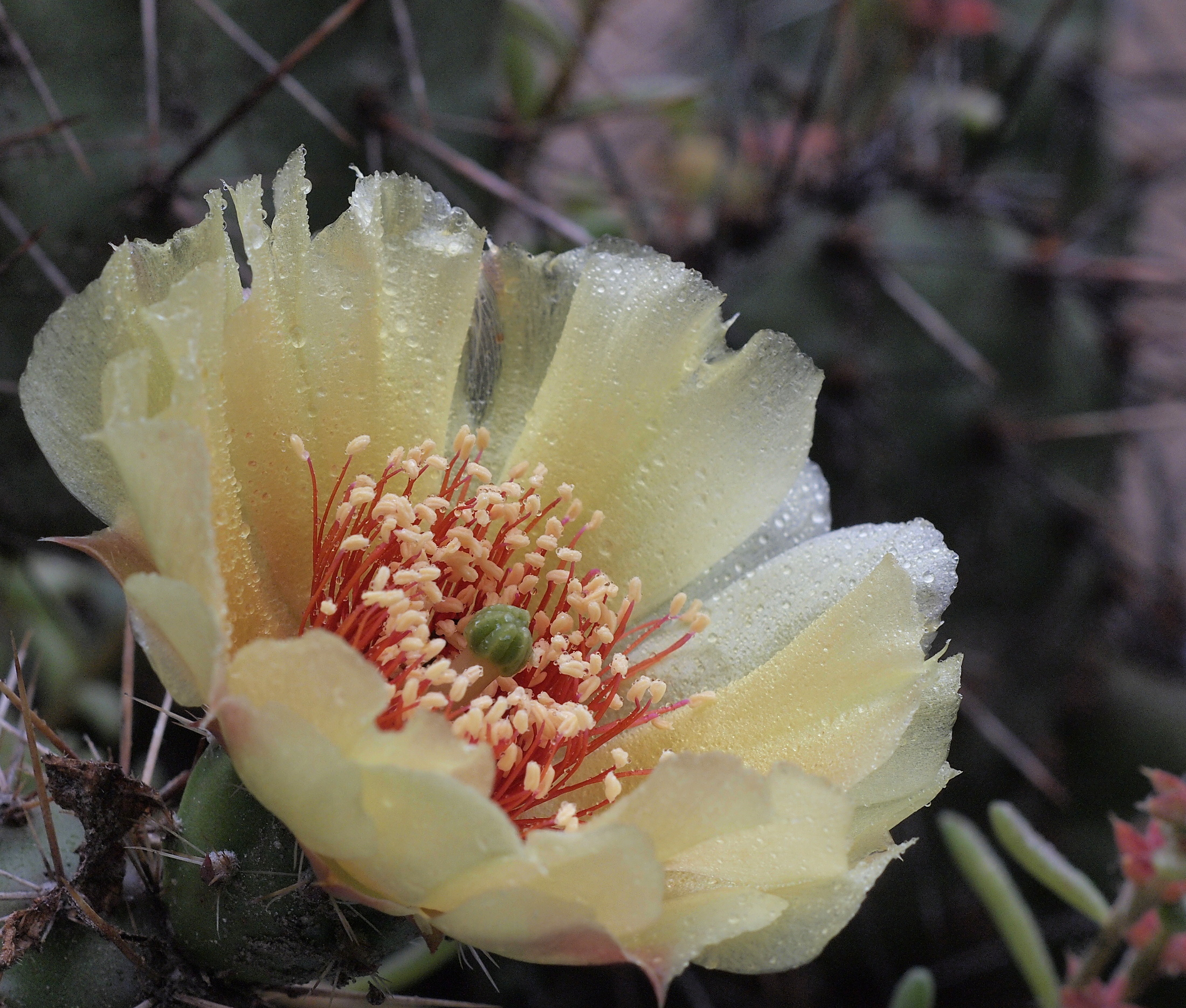
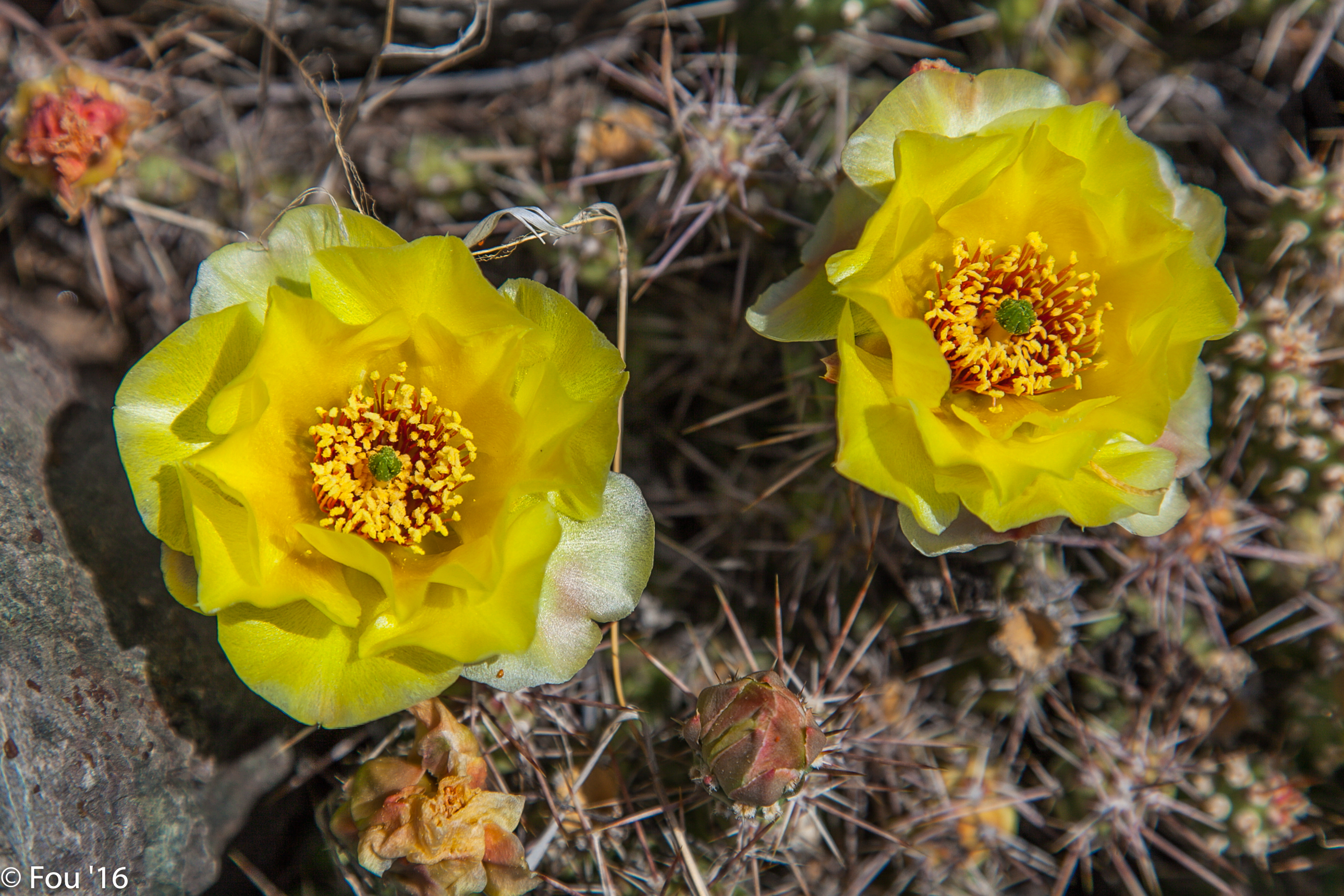
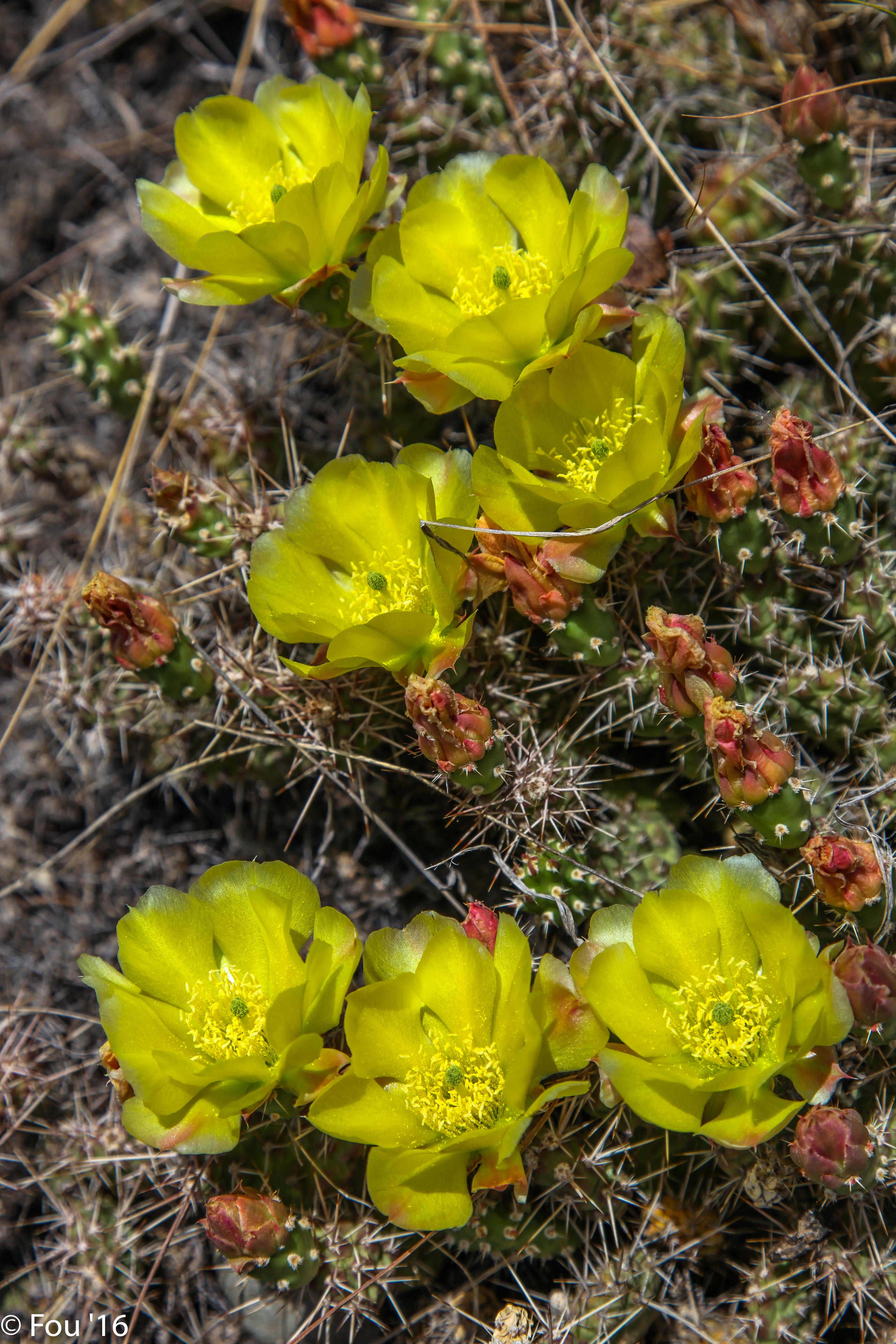
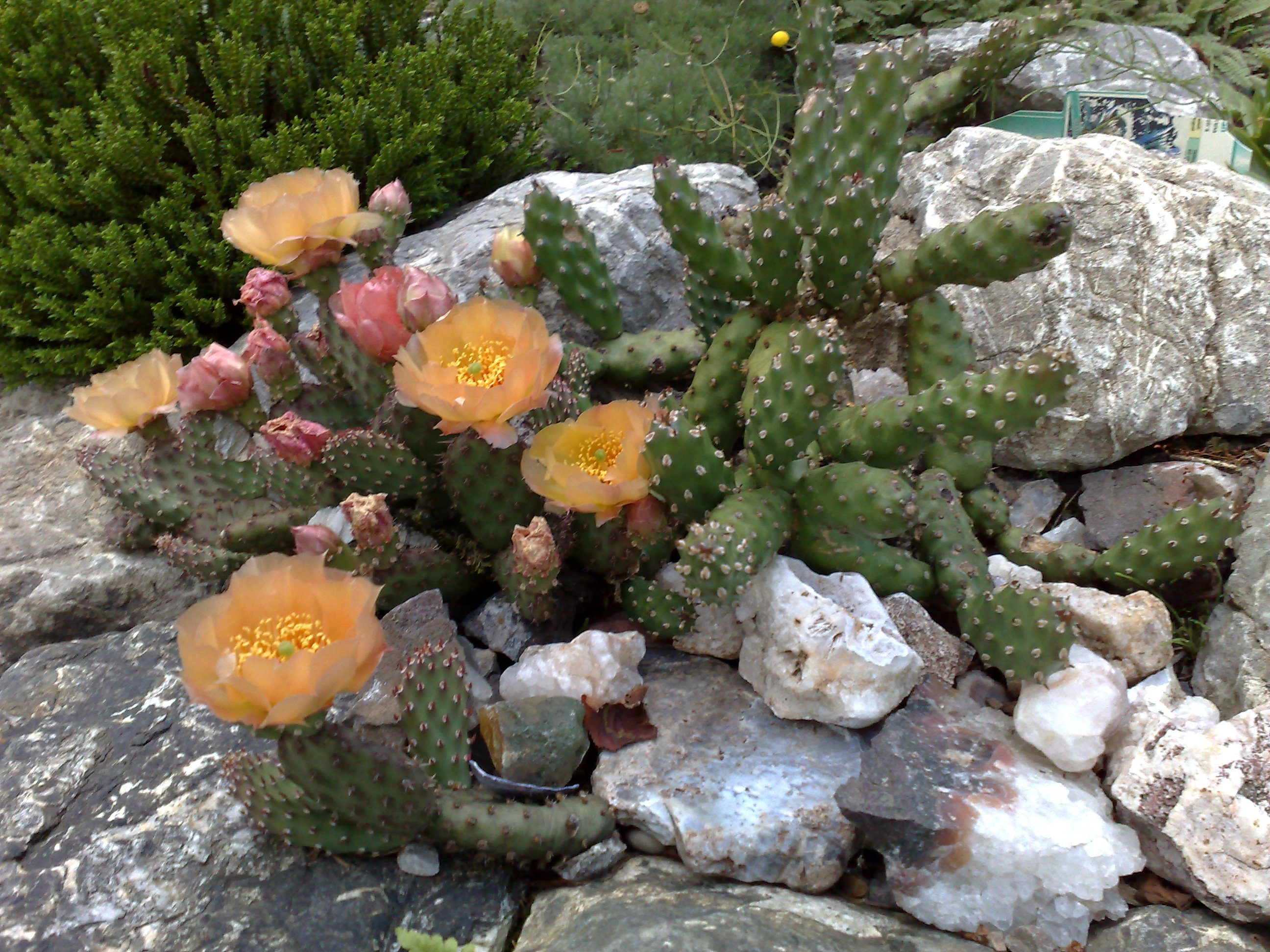
Opuntia fragilis var. denudata
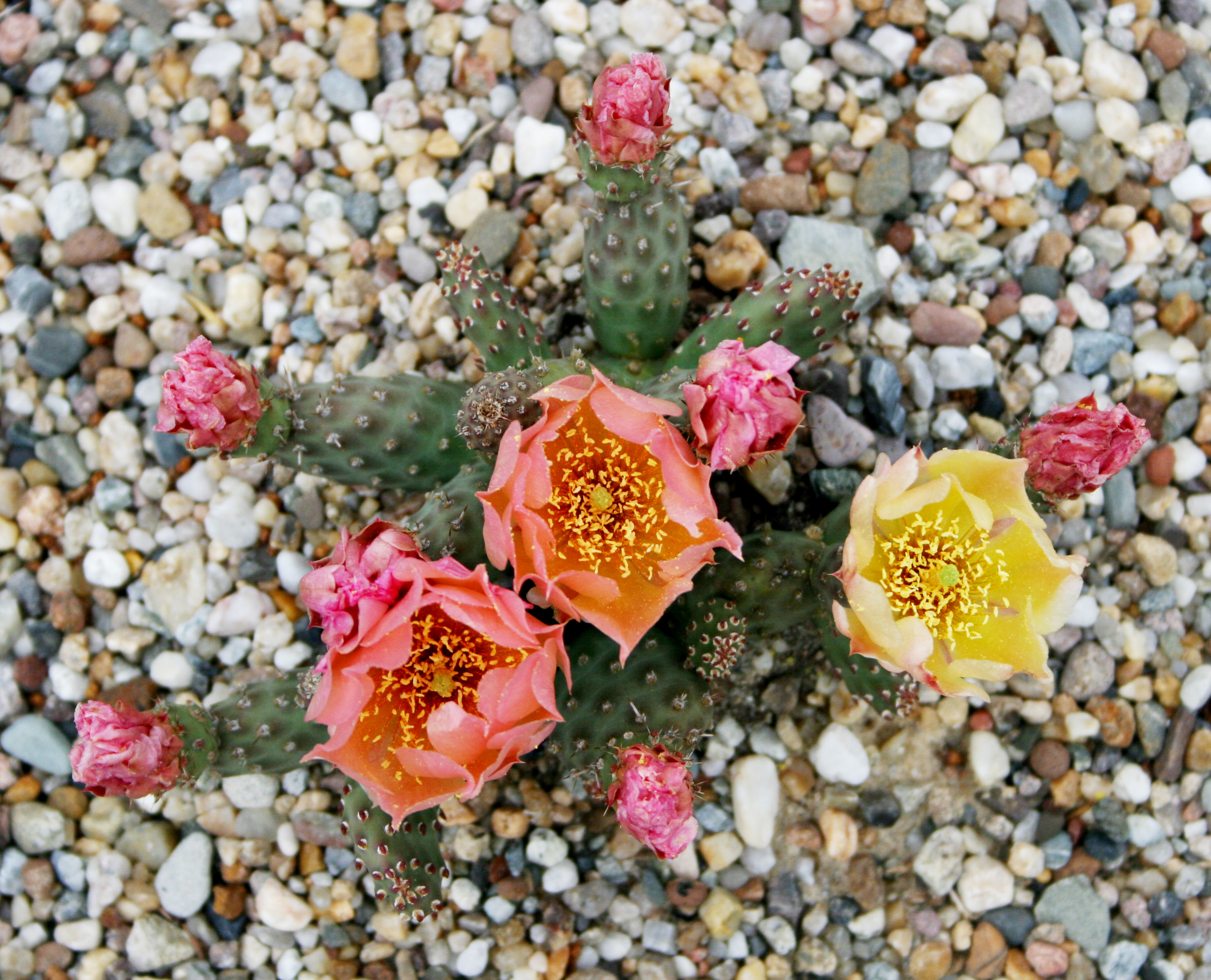
Opuntia fragilis var. denudata
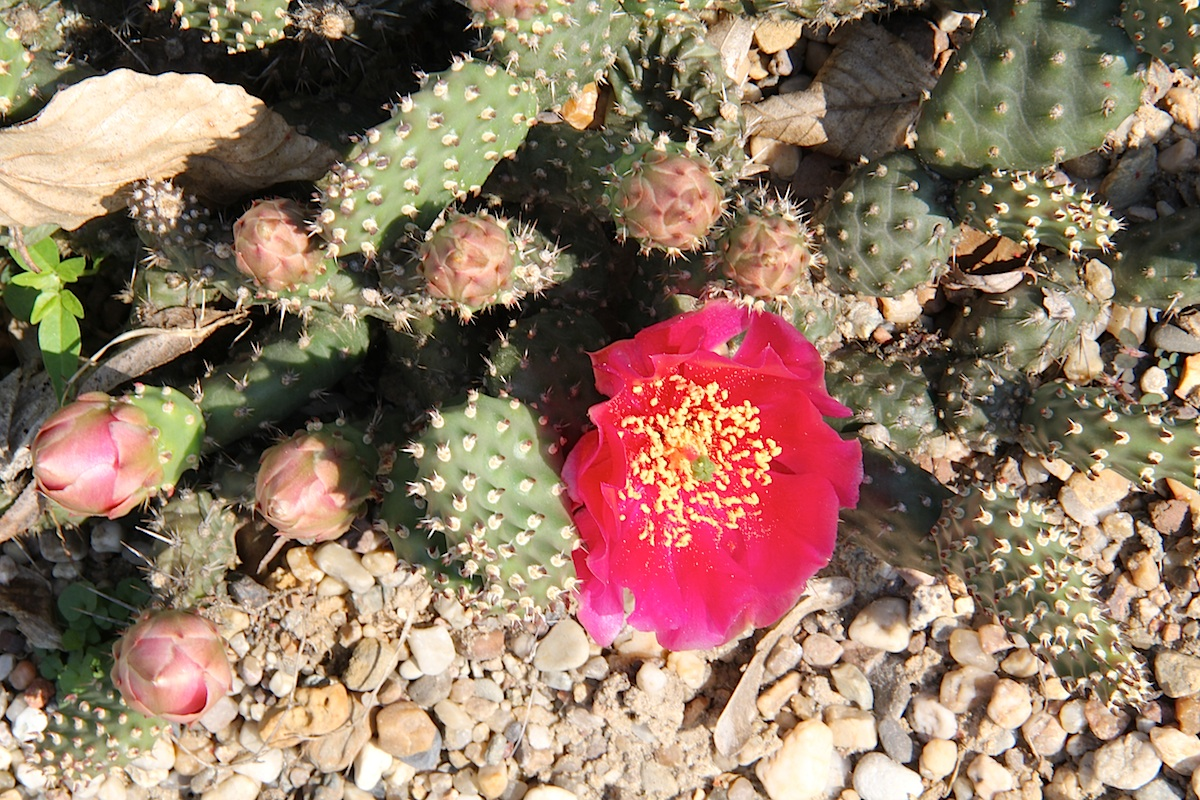
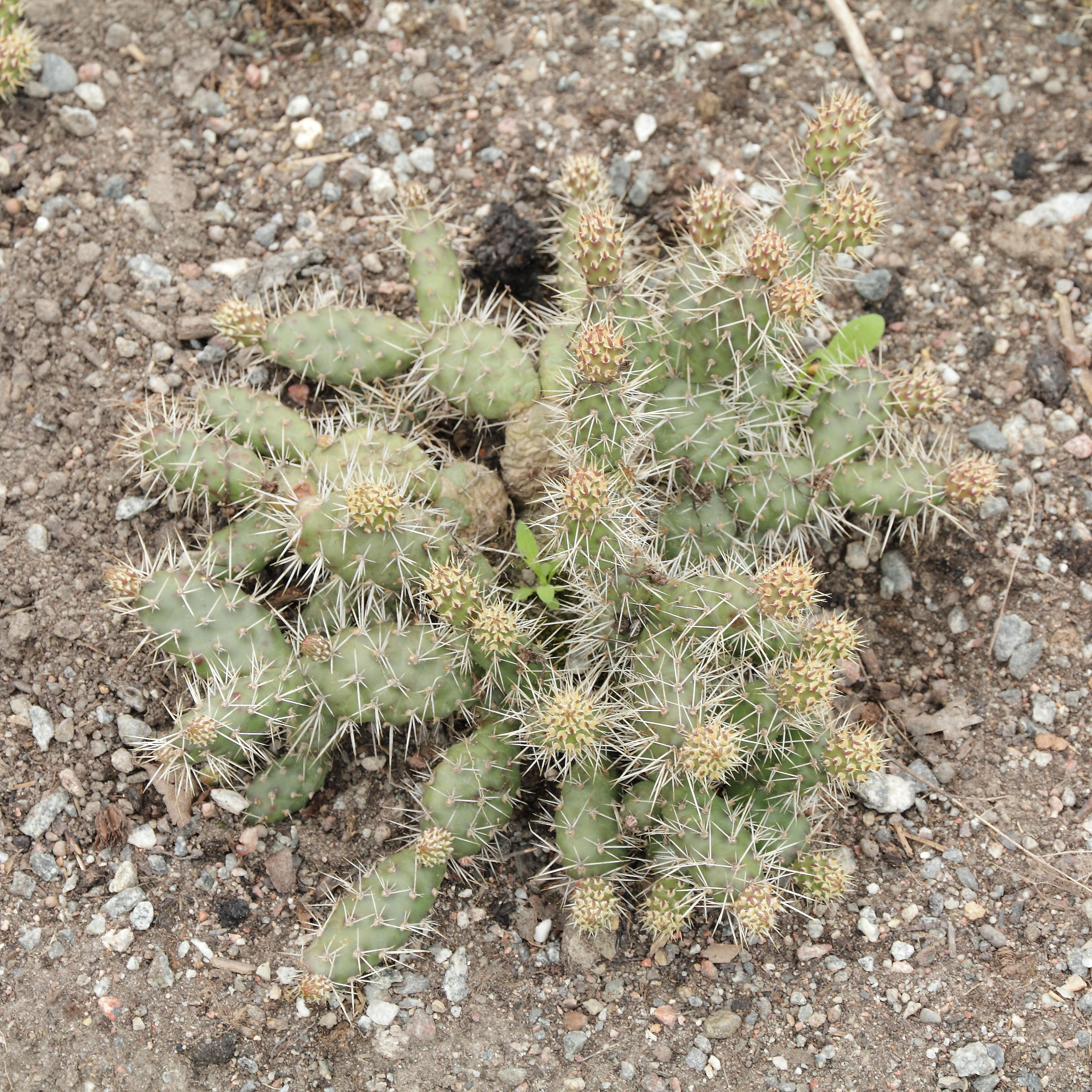
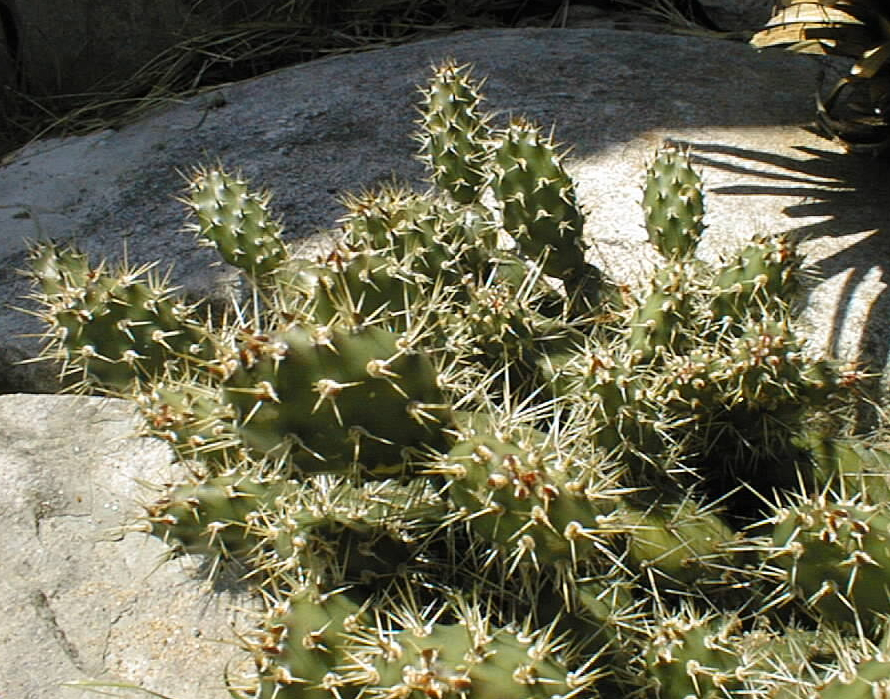